# Apisa bourgognei
Apisa bourgognei är en fjärilsart som beskrevs av Sergius G. Kiriakoff 1952. Apisa bourgognei ingår i släktet Apisa och familjen björnspinnare. Inga underarter finns listade i Catalogue of Life.